# Szentgál
Szentgál [sentgál] je obec v Maďarsku v župě Veszprém, spadající pod okres Veszprém. Nachází se asi 12 km západně od Veszprému. V roce 2015 zde žilo 2 713 obyvatel. Dle údajů z roku 2011 tvoří 92,8 % obyvatelstva Maďaři, 3,9 % Romové a 1,5 % Němci, přičemž 7,2 % obyvatel se ke své národnosti nevyjádřilo.

## Sousední obce
| Růžice kompasu | Csehbánya       | Bakonyjákó | Bakonybél           | Růžice kompasu |
| Růžice kompasu | Kislőd Városlőd | Sever      | Hárskút Herend Bánd | Růžice kompasu |
| Růžice kompasu | Kislőd Városlőd | Szentgál   | Hárskút Herend Bánd | Růžice kompasu |
| Růžice kompasu | Kislőd Városlőd | Jih        | Hárskút Herend Bánd | Růžice kompasu |
| Růžice kompasu | Úrkút           | Tótvázsony | Nemesvámos          | Růžice kompasu |